# Llavea cordifolia
Llavea cordifolia es un helecho, y la única especie del género monotípico Llavea. Este helecho es cultivado como planta ornamental. Se distribuye desde México hasta Costa Rica.
Recientes estudios has demostrado que este género forma un grupo natural con  Cryptogramma y Coniogramme, un grupo que forma la subfamilia Cryptogrammoideae. Una de las cinco subfamilia de Pteridaceae.

## Descripción
Es un helecho con rizoma de 2-2.5 cm de diámetro, las escamas de 1-1.5 x 0.1 cm, pardas a negro brillante, oscureciendo con la edad y desde el ápice, lanceoladas, estrechamente agudas, los márgenes enteros; hojas de 45-147 x 8-35 cm, la parte distal fértil, los segmentos contraídos, la parte proximal estéril; pecíolo 10-87 x 0.2-0.4 cm, canaliculado adaxialmente, pajizo, escamoso, las escamas de 2.5 cm, lanceoladas, amarillentas; lámina 38-60 cm, ovada a deltada, subcoriácea, glabra; raquis semejante al pecíolo; pinnas 12-22 x 5.5-15.5 cm, ascendentes, pediculadas, la costa canaliculada adaxialmente, las costillas continuas en el raquis; últimos segmentos pediculados, el segmento apical similar en forma a las pinnas laterales; pinnas estériles 2.5-9 x 0.8-3 cm, lanceoladas, ovadas, glaucas en el envés, la base cuneada a truncada, equilátera o inequilátera, los márgenes enteros, serrulados, algo cartilaginosos, el ápice agudo o subagudo; pinnas fértiles 2-8.5 x 0.1-0.5 cm, lineares, contraídas, apiculadas, la base truncada a cordiforme, los márgenes fuertemente enrollados; esporangios pediculados, aparentando ser acrosticoides; parafisos ausentes.

## Distribución y hábitat
Hábito ruderal, en los bosques con Pinus-Quercus y Liquidambar, bosques mesófilos de montaña, raramente en bosques de neblina, a una altitud de 1200-3500 m s. n. m. en (México, Mesoamérica.)

## Taxonomía
Llavea cordifolia fue descrito por Mariano Lagasca y publicado en Genera et species plantarum 33, en el año 1816.
Citología
El número cromosomático es de: 2n=58, 60.
Sinonimia
- Allosorus karwinskii Kunze
- Botryogramme karwinskii (Kunze) Fée
- Ceratodactylis osmundoides J.Sm.[5]